# Ресенско благотворително братство
Ресенското благотворително братство „Трайко Китанчев“ е патриотична и благотворителна обществена организация на македонски българи от района на Ресен, съществувала в българската столица София от края на XIX век.

## История
Ресенското братство е основано през юли 1899 година в София.
Възстановено е на 10 август 1919 година с наименованието Ресенско спомагателно дружество „Борба“, а в настоятелството му влизат Славейко Нечев (председател), Крум Попов (секретар), Христо Кьоропанов (ковчежник), М. Ставрев и А. Георгиев са съветници.
На Учредителния събор на Съюза на македонските емигрантски организации от ноември 1918 година делегати от Ресенското братство са Симеон Радев и Божирад Татарчев. Делегати на обединителния конгрес на СМЕО и МФРО от януари 1923 година от Ресенското братство са Иван Ляпчев, Владимир Ставрев и Славе Нечев.
На 24 януари 1926 година общото събрание разглежда изработения от настоятелството с председател Д. С. Стрезов и секретар Берчо Гещаков нов проекто устав, който отменя изцяло изработения през 1919 година. Дружеството се преименува на „Трайко Китанчев“, изработва се кръгъл печат с неговия лик, а за годишен празник е избрано Богоявление. Управителното тяло на братството през 1936 година е в състав Коста Николов Шейтанов (председател), Асен Татарчев (подпредседател), Берчо Гещаков (секретар), Христо Кьоропанов (касиер), съветници са Димитър Павлов Костов и Владимир Танев Лазаров. В контролната комисия влизат Георги Анастасов Башев (председател), Христо Николов Райчанов и Владо Христов Гащаков са членове.
Берчо Гещаков (Цариград, 1898 – София, 1971), син на Евтим Гещаков, е дългогодишен секретар на Ресенското благотворително братство. Председател на дружеството в 1941 година е Коста Николов.